# バラーンギール
バラーンギール（オリヤー語：ବଲାଙ୍ଗୀର Balāṅgīr、英語：Balangir）は、インドのオリッサ州、バラーンギール県の都市。ヒンディー語ではボーラーンギール（बोलांगीर Bōlāṅgīr）とも呼ばれる。

## 歴史
16世紀、サンバルプル王国の創始者バララーム・デーオが建設した。その当時の名はバララームガル（Balaram Garh）であり、それがなまってバラーンギールになったのだという。

## 位置
バラーンギールは北緯20度43分 東経83度29分 / 北緯20.72度 東経83.48度に位置している。